# 初瀨亮
初瀬亮（1997年7月10日—），日本足球運動員，司職後衛。前日本國家足球隊成員，現效力日本甲組職業足球聯賽球隊大阪飛腳。

## 俱樂部生涯
初瀬亮1997年7月10日出生于大阪府岸和田市，小学时代在家乡的アンドリュースFC接受训练，司职中场。初中时代进入大阪飞脚JrY后转型为边后卫。
作为97级飞脚青训的成员，初瀬亮在2012赛季(初3)随队拿下日本国内青少年赛事的3冠王；并在2015赛季(高3)夺得U-18超级联赛west冠军。去年11月，球队公布青年队升格球员名单，初瀬亮与市丸瑞希、堂安律和高木彰人一起正式升入一线队。
2016年2月14日，大阪飞脚在“Panasonic Cup”、新主场市立吹田足球场揭幕战中迎战名古屋鲸鱼，初濑亮首次代表大阪飞脚一线队首发出场。
随着内田裕斗本赛季租借变转会加盟德岛漩涡，继承球队超攻击左后卫传统的责任落到了初瀬亮身上。作为球队青年队中的核心球员，他不仅速度奇快，而且传中精准，多次上演直接破门的好戏。
3月6日，联赛第2轮大阪飞脚客场挑战甲府风林，初濑亮首次在日职联赛比赛中首发出场。第36分钟，初濑亮左起传中，为队友长泽骏奉献了一个制胜助攻。表现不逊色于青年队时代的队友井手口阳介和堂安律。
2018年12月，神户胜利船官方公布，球队从大阪飞脚获得后卫队员初濑亮。
神户胜利船官方确认，在租借合同到期后，日本后卫初濑亮回到了球队。
2025年2月6日，初濑亮加盟英格蘭足球冠軍聯賽球隊錫周三。他在 2024-25 賽季結束後被釋出。

## 國家隊生涯
後衛新秀初瀨亮將可能實現自己的國家隊第一場比賽。2017年5月，初瀬亮代表日本出征過2017年U-20世界盃，是2017年東亞盃日本隊內最年輕的球員，他也是西大伍受傷後，哈利霍季奇可以考慮的後衛輪換人選。

## 榮譽
；神戶勝利船
日職冠軍（2次）：2023年、2024年

## 外部連結
- （日語）J.League Data Site（页面存档备份，存于）
- 初瀨亮 – FIFA國際賽競賽紀錄 (存檔)
- 日本職業足球聯賽中的初瀨亮 （日語）